# Trespassing
Trespassing è il secondo album in studio del cantautore statunitense Adam Lambert, originariamente prevista per la distribuzione negli Stati Uniti il 20 marzo 2012. A metà febbraio è stato riprogrammato per maggio, per fare spazio a nuove canzoni e collaborazioni. Alla fine di marzo, accanto alla rivelazione di frammenti di quattro brani dell'album, Lambert ha annunciato su Twitter che l'album sarebbe stato pubblicato il 15 maggio 2012. Lambert è il produttore esecutivo di Trespassing, così come lo scrittore principale. Il primo singolo dell'album è Better Than I Know Myself scritta da Gottwald, Joshua Coleman, Claude Kelly e Henry Walter. Il brano è uscito il 20 dicembre 2011 seguito dalla traccia Never Close Our Eyes, uscita il 17 aprile 2012 in tutte le radio mondiali.

## Composizione
Le collaborazioni in Trespassing includono Pharrell Williams, Dr. Luke, Claude Kelly, Benny Blanco, Bonnie McKee, Nile Rodgers, Sam Sparro, Bruno Mars, Emanuel Kiriakou, Nikka Costa, Lester Mendez, BC Jean.

## Tracce
1. Trespassing – 3:29
2. Cuckoo – 3:02
3. Shady – 2:58
4. Never Close Our Eyes – 4:08
5. Kickin’ In – 3:16
6. Naked Love – 3:22
7. Pop That Lock – 3:15
8. Better Than I Know Myself – 3:36
9. Broken English – 3:37
10. Underneath – 4:08
11. Chokehold – 3:50
12. Outlaws of Love – 3:51

Edizione deluxe
1. Runnin' – 3:48
2. Take Back – 3:12
3. Nirvana – 4:22

## Classifiche
| Classifica (2012) | Posizione massima |
| ----------------- | ----------------- |
| Australia         | 10                |
| Austria           | 28                |
| Belgio (Fiandre)  | 64                |
| Belgio (Vallonia) | 132               |
| Canada            | 1                 |
| Danimarca         | 10                |
| Finlandia         | 2                 |
| Norvegia          | 32                |
| Nuova Zelanda     | 4                 |
| Paesi Bassi       | 30                |
| Portogallo        | 19                |
| Regno Unito       | 16                |
| Stati Uniti       | 1                 |
| Svezia            | 20                |
| Svizzera          | 35                |

### Classifiche di fine anno
| Classifica di fine anno (2012) | Posizione |
| ------------------------------ | --------- |
| Stati Uniti                    | 188       |

## Date di distribuzione
| Paese         | Data           | Etichetta   | Formato                       |
| ------------- | -------------- | ----------- | ----------------------------- |
| Giappone      | 11 maggio 2012 | RCA Records | CD, download digitale         |
| Nuova Zelanda | 11 maggio 2012 | RCA Records | CD, download digitale         |
| Stati Uniti   | 15 maggio 2012 | RCA Records | CD, download digitale         |
| Australia     | 18 maggio 2012 | RCA Records | CD, download digitale         |
| Germania      | 18 maggio 2012 | RCA Records | CD, download digitale         |
| Inghilterra   | 2 luglio 2012  | RCA Records | CD, download digitale, vinile |
| Irlanda       | 13 luglio 2012 | RCA Records | CD, download digitale, vinile |
| Francia       | 16 luglio 2012 | RCA Records | CD, download digitale, vinile |